# Teilabschnitte Lippe- Unna, Hamm, Soest, Warendorf
Teilabschnitte Lippe- Unna, Hamm, Soest, Warendorf este o arie protejată (arie specială de conservare — SAC, sit de importanță comunitară — SCI) din Germania întinsă pe o suprafață de 1.122,14 ha, integral pe uscat.

## Localizare
Centrul sitului Teilabschnitte Lippe- Unna, Hamm, Soest, Warendorf este situat la coordonatele 51°38′26″N 7°36′14″E / 51.6406°N 7.6039°E.

## Înființare
Situl Teilabschnitte Lippe- Unna, Hamm, Soest, Warendorf a fost declarat sit de importanță comunitară în martie 2001 pentru a proteja 3 specii de animale. Situl a fost protejat și ca arie specială de conservare în decembrie 2007.

## Biodiversitate
Situată în ecoregiunea atlantică, aria protejată conține 6 habitate naturale: Ape stătătoare oligotrofe până la mezotrofe, cu vegetație de Littorelletea uniflorae și/sau de Isoëto-Nanojuncetea, Lacuri eutrofice naturale cu vegetație de tip Magnopotamion sau Hydrocharition, Cursuri de apă de la nivel de câmpie la nivel montan, cu vegetație Ranunculion fluitantis și Callitricho-Batrachion, Fânețe de joasă altitudine (Alopecurus pratensis, Sanguisorba officinalis), Păduri aluvionare cu Alnus glutinosa și Fraxinus excelsior (Alno-Padion, Alnion incanae, Salicion albae), Păduri mixte riverane de Quercus robur, Ulmus laevis și Ulmus minor, Fraxinus excelsior sau Fraxinus angustifolia, de-a lungul marilor râuri (Ulmenion minoris).
La baza desemnării sitului se află mai multe specii protejate de  pești (3): Cobitis taenia Complex, Lampetra fluviatilis, cicar (Lampetra planeri).
Pe lângă speciile protejate, pe teritoriul sitului au mai fost identificate 7 specii de plante, 1 specie de amfibieni, 3 specii de nevertebrate.